# Odinarchaeia
Odinarchaeia o Odinarchaeota es una clase candidata de arqueas recientemente propuesto (2017) a partir de muestras genómicas obtenidas en manantiales hidrotermales. Las muestras se obtuvieron exclusivamente en dos localizaciones (parque nacional de Yellowstone y Radiata Pool en Nueva Zelanda) de un conjunto de siete localizaciones geográficas distintas en las que se realizó una búsqueda exhaustiva de secuencias genómicas de arqueas. Con ello se ha determinado que la abundancia de este tipo de arqueas es mucho menor que las pertenecientes al linaje Promethearchaeia.
Los estudios moleculares han determinado que son lo suficientemente diferentes del resto de las arqueas para constituir un nuevo grupo del filo Promethearchaeota (Asgard), aunque próximo a Promethearchaeia. Este supergrupo contiene arqueas que presentan secuencias genéticas que codifican proteínas que hasta poco se consideran exlcusivas de los eucariotas. En los árboles filogenéticos, un grupo relacionado (Heimdallarchaeia) es el que resulta más próximo a Eukarya. 